# Ventilatordood

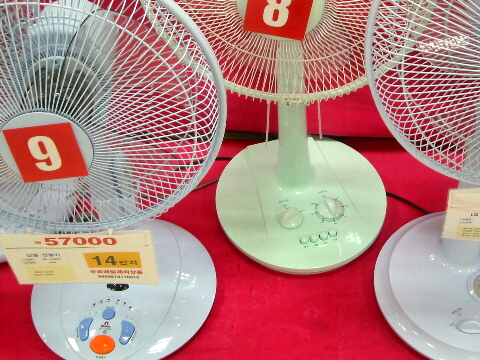
Ventilatoren worden in Zuid-Korea voorzien van een tijdschakelaar, die het apparaat na een afgesteld aantal minuten automatisch uitzet. Dit wordt gezien als een levensreddend middel, in het bijzonder voor bij het slapen.

Ventilatordood is een dood die veroorzaakt zou worden door te slapen in een afgesloten ruimte met een werkende ventilator. Er zijn geen gevallen bekend van mensen die overleden zouden zijn als gevolg van het gebruik van een ventilator, toch blijft het een veel geloofde mythe in Zuid-Korea.

## Ontstaan
Het ontstaan van de mythe is onbekend, maar de angst voor ventilatoren in Zuid-Korea gaat bijna terug tot de tijd dat ze zijn ingevoerd. Er zijn verhalen uit de jaren 20 en 30 van de twintigste eeuw die waarschuwen voor misselijkheid, verstikking en gezichtsverlamming als gevolg van deze "nieuwe technologie".
Er is een complottheorie die zegt dat de Zuid-Koreaanse overheid de mythe heeft gecreëerd als propaganda om het energiegebruik in huis tegen te gaan tijdens de energiecrisis van de jaren 70. Dit viel samen met het beleid van de toenmalige president Park Chung-hee, die zich modernisering en een onafhankelijke economie als doel had gesteld om zijn land verder te laten ontwikkelen.

## Theorieën
Er zijn verschillende theorieën die als uitleg moeten dienen.

### Onderkoeling
Onderkoeling is een abnormaal lage lichaamstemperatuur, die veroorzaakt wordt door een ontoereikende thermoregulatie. Omdat de stofwisseling van het menselijk lichaam 's nachts vertraagt, wordt het lichaam gevoeliger voor temperatuurverschillen en dus gevoeliger voor onderkoeling. Mensen die deze theorie aanhangen geloven dat de lichaamstemperatuur van iemand kan dalen tot het punt waar onderkoeling optreedt wanneer in een afgesloten ruimte een ventilator de hele nacht aanstaat.

### Verstikking
Anderen beweren dat ventilatoren mensen kunnen doen stikken door zuurstof weg te nemen en zo koolstofdioxidevergiftiging te veroorzaken. Bij de ademhaling wordt de ingeademde lucht met een kleinere concentratie zuurstof (O2) en een grote concentratie koolstofdioxide (CO2) weer uitgeademd. Hierdoor daalt het zuurstofgehalte in een volledig afgesloten ruimte en stijgt het CO2-gehalte. Het is echter moeilijk denkbaar dat verstikking een oorzaak van de ventilatordood zou kunnen zijn, omdat vrijwel geen enkele ruimte compleet is afgesloten en een ventilator ervoor zou zorgen dat de CO2 goed gemengd blijft met andere gassen.